# Givedirectly
Givedirectly, av organisationen skrivet GiveDirectly, är en icke-vinstdrivande organisation med verksamhet i Kenya och Uganda, där syftet är att minska fattigdomen med hjälp av ovillkorliga inkomststöd, det vill säga basinkomst, via mobiltelefonen. Organisationen grundades av Paul Niehaus, ekonom vid University of California, San Diego, samt Michael Faye, Rohit Wanchoo och Jeremy Shapiro - vilka under tiden för grundandet studerade ekonomisk utveckling vid Harvard och MIT, men som också var personligt intresserade i frågan om hur bistånd kunde göra mest nytta för fattigdomslindring. Till en början var GiveDirectlys verksamhet begränsad till Kenya. I november 2013 tillkännagav de att de även påbörjat operationer i Uganda.

## Utvärderingar
I november 2012 fick Givedirectly ett stort erkännande i och med att biståndsutvärderingstjänsten Givewell placerade Givedirectly på plats två av dess rekommenderade bistånds- eller gåvoorganisationer.